# Era lei che lo voleva!
Pour plus de détails, voir Fiche technique et Distribution.
Era lei che lo voleva! est une comédie italienne réalisée par Marino Girolami et Giorgio Simonelli et sortie en 1953.

## Synopsis
Après avoir vu le célèbre boxeur Dynamite dans un magazine sportif, une jeune fille est en proie à des visions, voyant le visage du boxeur dans chaque personne qu'elle rencontre. Son médecin parvient à lui faire comprendre qu'elle l'a rencontré à une occasion fugace et désagréable, mais conclut que les visions sont le résultat de l'amour inconscient qu'elle éprouve pour lui.

## Fiche technique
- Titre original italien : Era lei che lo voleva![1],[2] (litt. « C'est elle qui l'a voulu ! »)
- Réalisateur : Marino Girolami, Giorgio Simonelli
- Scénario : Marcello Marchesi, Vittorio Metz
- Photographie : Riccardo Pallottini (it)
- Montage : Nino Baragli
- Musique : Giovanni D'Anzi, Vittorio Mascheroni, Armando Trovajoli
- Décors : Alberto Boccianti (it)
- Production : Isidoro Broggi
- Société de production : Excelsa Film
- Pays de production :  Italie
- Langue originale : italien
- Format : Noir et blanc - 1,37:1 - Son mono
- Durée : 89 minutes
- Genre : Comédie
- Dates de sortie :
  - Italie : 1er avril 1953 (Turin) ; 18 avril 1953 (Milan) ; 7 mai 1953 (Rome)

## Distribution
- Walter Chiari : Walter Martini, dit « Dynamite »
- Lucia Bosè : Nausicaa Invernaghi
- Carlo Campanini : le majordome Antonio
- Jone Morino : femme Eva Invernaghi
- Giuseppe Porelli : commendataire Invernaghi
- Carmen de Lirio : Carmen
- Mario Ruspoli : cousin Raoul
- Belle Tildy : Jeannette
- Giovanni D'Anzi : entraîneur Kid Tartufi
- Rolf Tasna : Dr Rossi
- Ettore Bevilacqua : masseur Galba
- Tiberio Mitri : boxeur Raoul
- Egisto Peyre : boxeur Peyre
- Leone Jacovacci : boxeur Peyre
- Enzo Fiermonte : boxeur
- Carlo Orlandi : boxeur
- Aldo Spoldi : Franco
- Luigi Bonos : cuisinier
- Bruno Martino : pianiste à Kanguro
- Carlo Mazzarella :